# Norrland

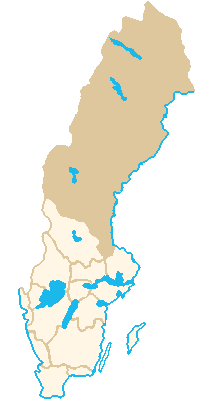
Poloha Norrlandu ve Švédsku

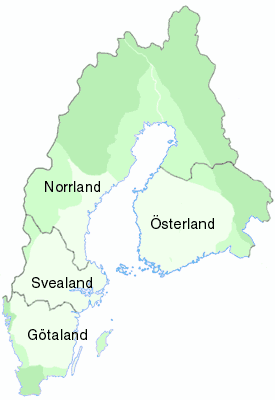
Čtyři historická území Švédska

Norrland je historické území Švédska rozkládající se v jeho severní části. Zabírá asi 59 % území státu. Na jihu hraničí se Svealandem.
Norrland je osídlen velmi řídce, většina obyvatel žije na pobřeží. Na území Norrlandu žije přibližně 12 % obyvatel Švédska.
Během Průmyslové revoluce v 19. století se Norrland stal centrem dřevařského průmyslu. V současnosti se v této části Švédska nachází většina vodních elektráren, které ve Švédsku tvoří významný zdroj elektrické energie.